# (318723) Bialas
(318723) Bialas ist ein Asteroid des Hauptgürtels, der am 8. September 2005 auf der Sternwarte Davidschlag in der Nähe von Linz in Österreich entdeckt wurde.
Der Himmelskörper wird der Spektral-Klasse X zugeordnet und die Absolute Helligkeit beträgt 16,76 mag. Der geschätzte Durchmesser ist ungefähr 1.37 KM, was sich aus einer Lichtkurvenmessung ergeben hat.
Der Asteroid wurde am 29. Mai 2018 nach dem deutschen Wissenschaftshistoriker und Philosophen Volker Bialas benannt, welcher sich besonders mit dem Leben und Werken des Astronomen Johannes Kepler befasst.